# Metso
Metso é um fornecedor global de tecnologia e serviços aos clientes das indústrias de processos, incluindo mineração, construção, papel e celulose, reciclagem, energia e também de petróleo e gás. A Metso emprega mais de 11.000 especialistas em 50 países. As ações da Metso estão listadas na  NASDAQ OMX Helsinki.

## Origem e significado do nome
Metso é uma palavra finlandesa para tetraz ou galo silvestre que habita as florestas de pinheiros da Finlândia. Do bico até a cauda, mede quase um metro. A forma gráfica estilizada do logotipo Metso lembra suas asas. Também simboliza a orientação progressista da corporação, o anseio pelo desenvolvimento e a disposição para mudanças. O tipo encorpado retrata a tradição e a força da corporação enquanto as cores da terra comunicam a importância atribuída à natureza e ao meio-ambiente

## Histórico no Brasil
1919 - Fundada em São Paulo pelo engenheiro sueco Erik Tisklind, como a primeira fundição de aço em forno elétrico do Brasil 
1926 - Adquirida pelo grupo sueco AGA
1939 - Primeiro britador de mandíbulas fabricado no Brasil
1969 - Inauguração da fábrica de equipamentos em Sorocaba
1972 - Mudança de controle acionário para Allis Chalmers Corp.
1979 - Inauguração da fundição em Sorocaba
1983 - Fechamento da fundição em São Paulo
1988 - Mudança do controle acionário para o grupo sueco Boliden-Trelleborg
1991 - Assume o nome Allis Mineral Systems, passando a pertencer à nova companhia Svedala Ind.
1995 - Adoção do nome Svedala Faço e, em seguida, Svedala Ltda
2001 - Fusão entre Svedala e Nordberg, formando a Metso Minerals
2002 - Mudança de operações da Metso Paper e Metso Automation para Sorocaba
2003 - Estabelecimento do primeiro centro tecnológico em Sorocaba para suporte as indústrias de celulose e papel
2003 - Inauguração dos escritórios em Belém e Parauapebas no estado do Pará
2005 - Expansão da fundição e da unidade de fabricação de britadores em Sorocaba
2005 - Inauguração da fábrica de produtos para proteção ao desgaste em borracha e poliuretano
2005 - Centro de serviços de Automação em Aracruz é transformado em central de abastecimento
2007 - Início da produção de bombas de polpa na unidade equipamentos
2007 - Oficina de pré-montagem de máquinas para celulose e papel é expandida em Sorocaba
2007 - Metso Paper obtém uma nova planta em Curitiba após aquisição da divisão de celulose e energia da Aker Kvaerner
2007 - Novo centro de serviços para automação é aberto em Guaíba, no estado do Rio Grande do Sul
2008 - Início das operações de Tecnologia de Processos e Inovação
2008 - Novo prédio da Metso Automation é construído em Sorocaba
2008 - Início das operações do centro de serviços em Parauapebas
2011 - Nova unidade da Metso (Celulose, Papel e Energia) é construída na cidade de Araucária, estado do Paraná
2013 - Cisão divide a organização em duas empresas: a nova Metso e a Valmet Coporation

No Brasil, sua história deu inicio em 1919 e após a fusão entre os grupos Nordberg e Svedala, que por sua vez já vinha de outras fusões com a antiga FAÇO de Sorocaba.

## Celulose, Papel e Energia
Por meio de seu segmento de Celulose, Papel e Energia, a Metso oferece processos, maquinário, equipamentos, serviços e elementos filtrantes para as indústrias de celulose, papel e energia. Sua oferta cobre todo o ciclo de vida do processo incluindo novas linhas de produção, recondicionamentos e serviços.
O segmento consiste em quatro linhas de negócios: Papel, Celulose, Energia e Serviços. É um fornecedor global de sistemas para a fabricação de papel, abrangendo todos os processos da criação da celulose para o acondicionamento de rolos acabados. A Metso já forneceu mais de 1.500 máquinas para papel e equipamentos para 800 linhas de celulose para clientes do mundo todo.

## Mineração e Construção
O segmento de Mineração e Construção da Metso consiste em três linhas de negócios: Soluções para processamento de minerais, Equipamentos para britagem e peneiramento e Serviços.
Juntos, essas três linhas de negócios fornecem sistemas para processamentos de rochas e minerais para clientes em mineração, produção de agregados, pedreiras e construção. O Centro de Tecnologia de Processos da Metso em Colorado Springs, EUA está desenvolvendo máquinas virtuais baseado em sofisticados modelos multi-físicos. O uso desse tipo de tecnologia é raro na indústria de mineração, fazendo da Metso a líder em simulação desses problemas complexos.

## Automação
O segmento de Automação da Metso é fornecedor global de automação de máquinas e processos para as indústrias de celulose e papel, processamento de rochas e minerais e para indústrias de energia e processos. Consiste em três linhas de negócios: Sistemas de automação, Controle de vazão e Serviços.
A Metso possui a mais ampla oferta de automação para a indústria de celulose e papel, com soluções e serviços que abrangem analisadores especializados, laboratórios automatizados, válvulas de controle e liga/ desliga para sistemas de controle & gestão de informação, controle de máquinas, controle de acionamento e sistemas de controle de qualidade para máquinas de papel, cartão e tissue com perfiladores.

## Outros negócios e razões sociais

### Reciclagem
Os negócios da Metso em reciclagem oferecem globalmente equipamentos e serviços para reciclagem de metal e resíduos. Em 1 de setembro de 2011, a Metso anunciou que os negócios em Reciclagem seriam administrados como uma razão social à parte, enquanto a Metso revê outras alternativas estratégicas para eles.